# Миллион лет до нашей эры (фильм, 1966)
«Миллион лет до нашей эры» (англ. One Million Years B.C.) — фильм режиссёра Дона Чеффи. Ремейк одноимённого фильма 1940-го года.
Спецэффекты для фильма создал Рэй Харрикаузен.

## Сюжет
Действие фильма происходит в вымышленное доисторическое время. Пещерные люди сосуществуют в одном мире с динозаврами и фантастическими существами — гигантскими пауками и ящерицами (это не соответствует реальности, так как динозавры вымерли за десятки миллионов лет до появления людей).
Главный герой фильма Тумак изгнан из своего родного племени скал (брюнеты), из-за того что подрался с отцом. Он отправляется в странствие. После нападения гигантской ящерицы он обнаруживает пещеру, в которой обитают крупные человекообразные обезьяны, однако выбирается из неё. Он обнаруживает, что находится неподалёку от кратера вулкана. Тумак обнаруживает огромные пятипалые следы и, следуя за ними, натыкается на бронтозавра и гигантского паука. Это пугает его.
После многих дней скитаний по пустыне его, едва живого, спасают от смерти воины незнакомого племени. Они сумели прогнать оказавшегося неподалёку архелона. Это племя (блондины) гораздо более цивилизовано и продвинулось дальше в эволюции: имеют более совершенный язык, едят из тарелок (створок раковин двустворчатых моллюсков), проводят обряд похорон. Эти люди находятся в страхе перед дикими животными, но Тумак помог им справиться со страхом, убив напавшего на них аллозавра. Тумак сближается с девушкой Лоаной. Видя, что копья этого племени лучше, чем у его племени, Тумак пытается украсть одно из них, но оказывается пойман и изгнан из племени вместе с Лоаной.
Тумак и Лоана вынуждены скитаться, постоянно спасаясь от весьма опасной доисторической фауны. Идя старым путём, они попадают в пещеру и спасаются от обезьян. Когда Тумак и Лоана спасаются от разъярённых дерущихся трицератопса и цератозавра, они оказываются захваченными людьми из племени скал. После стычки с женщиной из племени скал — Нупонди — Лоана побеждает и завоёвывает право остаться с любимым мужчиной. Женщины племени скал (они черноволосые) удивляются светлым волосам Лоаны. Лоана учит людей племени развлекаться. Во время купания её утащил птеранодон. Птеранодон приносит Лоану в своё гнездо и хочет скормить своим детёнышам, но на него нападает гигантский рамфоринх, и Лоана падает в море. Тумак не смог её найти и считает мёртвой. Лоану находит её племя.
В финале оба племени сошлись для битвы, но её прерывает извержение вулкана и вызванное им разрушительное землетрясение, в котором гибнет часть людей обоих племён и оказавшаяся поблизости гигантская ящерица. Когда землетрясение закончилось, выжившие люди объединяются в одно племя.

Относительно критики исторических неточностей (в фильме динозавры, исчезнувшие около 66 миллионов лет назад, и люди, выглядящие, как обычные современные люди (т.е. появившиеся около 300 тысяч лет назад), показаны как сосуществовавшие в одной эпохе) Рэй Харрикаузен заявил, что 
«создавал фильм не для профессоров, которые всё равно не пойдут смотреть такие картины».

## В ролях
| Актёр             | Роль    |
| ----------------- | ------- |
| Ракель Уэлч       | Лоана   |
| Джон Ричардсон    | Тумак   |
| Перси Херберт     | Сакана  |
| Роберт Браун      | Ахоба   |
| Лиза Томас        | Сура    |
| Ричард Джеймс     | Эпизод  |
| Уильям Лион Браун | Пейто   |
| Мартин Бесуик     | Нупонди |
| Жан Владон        | Ахот    |

## Интересные факты
- Модели динозавров были созданы на основе картин Чарльза Найта.
- В фильме «Побег из Шоушенка» постер с изображением Ракель Уэлч в образе главной героини фильма закрывает вход в тоннель, который роет главный герой для совершения побега.